# Omicidio di Scott Amedure
L'omicidio di Scott Bernard Amedure fu commesso il 9 marzo 1995 negli Stati Uniti d'America. Il 6 marzo 1995, durante la registrazione di una puntata del talk show televisivo The Jenny Jones Show, Amedure rivelò di provare attrazione sessuale per un suo conoscente, un ragazzo di nome Jonathan Schmitz il quale, tre giorni dopo, sparò due fucilate ad Amedure, uccidendolo sul colpo sull'uscio della sua abitazione; confessò quindi l'omicidio costituendosi alla polizia e fu giudicato colpevole di omicidio di secondo grado. In seguito, i famigliari della vittima intentarono causa alla produzione del Jenny Jones Show chiedendo un forte risarcimento economico. La puntata incriminata non venne mai trasmessa, sebbene alcuni spezzoni della stessa sono stati mandati in onda nei notiziari e in programmi televisivi di approfondimento sul caso.

## Antefatto
Il 6 marzo 1995, Amedure partecipò alla registrazione di una puntata del talk show The Jenny Jones Show, dove ammise di provare attrazione sessuale nei confronti di Jonathan Schmitz, un ragazzo che viveva vicino a casa sua a Lake Orion, Michigan. Invitato al programma, fino al giorno della registrazione, Schmitz non sapeva chi fosse il suo ammiratore segreto. Egli dichiarò in seguito di aver partecipato allo show per curiosità, e che la produzione gli aveva lasciato intendere che l'ammiratore fosse di sesso femminile, cosa poi smentita dagli autori del programma che dissero di aver chiaramente detto a Schmitz che l'ammiratore segreto poteva essere uomo o donna.
Durante la puntata, Amedure fu incoraggiato dalla presentatrice Jenny Jones a condividere pubblicamente le sue fantasie erotiche su Schmitz, dopo che il ragazzo era stato fatto accomodare in studio. Secondo il Washington Post, "i due uomini si scambiarono uno strano abbraccio prima che la conduttrice sganciasse la bomba". In risposta alla rivelazione di Amedure, Schmitz rise in preda a forte imbarazzo, per poi dichiarare di essere "decisamente eterosessuale", e rifiutare educatamente le avances.

## Omicidio
Tre giorni dopo la registrazione del programma, Amedure lasciò un messaggio con una proposta sessuale sull'auto di Schmitz. Dopo aver trovato il messaggio, Schmitz si recò a prelevare in banca, acquistò un fucile da caccia, e si diresse a casa di Amedure. Chiese spiegazioni ad Amedure circa il messaggio, poi Schmitz tornò alla sua auto, prese il fucile, tornò da Amedure e gli sparò due colpi al torace, uccidendolo sul colpo. Poco tempo dopo, Schmitz telefonò al 9-1-1, e confessò l'omicidio. Il giovane affermò che le proposte omosessuali di Amedure l'avevano umiliato e irritato, e che lo aveva ucciso "perché gli aveva fatto uno scherzo del cazzo".

## Processo
Al processo, gli avvocati difensori di Schmitz, per dimostrare che l'accusato ha agito in uno stato di infermità mentale temporanea, causata da una non comprovata condizione psichiatrica chiamata "panico omosessuale", dichiararono alla corte che al loro cliente erano stati diagnosticati disturbi psichici dovuti a manie depressive e alla malattia di Basedow-Graves, che avevano causato il suo crollo emotivo e il conseguente omicidio di Amedure per l'imbarazzo e la vergogna provati. Nel 1996 Schmitz fu giudicato colpevole di omicidio di secondo grado e condannato a un periodo di detenzione compreso tra i 25 e i 50 anni, ma il verdetto fu ribaltato in appello, per poi essere definitivamente confermato dalla Corte suprema degli Stati Uniti d'America. Schmitz è uscito di prigione il 22 agosto 2017.

## Eventi successivi
Nel 1999, la famiglia di Amedure assunse Geoffrey Fieger come avvocato, per fare causa al The Jenny Jones Show, alla Telepictures e alla Warner Bros. adducendo come motivazione varie negligenze che avevano portato alla morte di Amedure come risultato finale. A maggio, il giudice stabilì un risarcimento pari a 29,332,686 milioni di dollari in favore dei parenti di Amedure.
La giuria dichiarò che la condotta dei produttori del The Jenny Jones Show era stata sia irresponsabile sia negligente, favorendo intenzionalmente una "situazione 
imprevedibile" per fare ascolti, senza preoccuparsi delle possibili conseguenze. Gli avvocati difensori della Time Warner dichiararono in seguito che tale verdetto avrebbe creato un precedente pericoloso nell'industria dell'intrattenimento.
La sentenza di risarcimento fu comunque successivamente revocata dalla Corte d'appello del Michigan.

## Influenza culturale
Il podcast Criminal incluse il caso dell'omicidio di Scott Amedure e il successivo processo a Jonathan Schmitz nell'episodio Panic Defense, dedicato alla difesa da panico gay.
Il caso dell'omicidio di Scott Amedure è inoltre descritto nella prima puntata della serie Processi mediatici in onda su Netflix.